# Stenoscepa picticeps
Stenoscepa picticeps är en insektsart som först beskrevs av Bolívar, I. 1904.  Stenoscepa picticeps ingår i släktet Stenoscepa och familjen Pyrgomorphidae. Inga underarter finns listade i Catalogue of Life.